# Нуриев, Мамедсадыг Гафар оглы
Мамедсадыг Гафар оглы Нуриев  (азерб. Məmmədsadıq Qafar oğlu Nuriyev; 5 марта 1919, Баку — 22 марта 1975, Баку) — азербайджанский советский актёр театра и кино, исполнитель небольших ролей. Отец известного актёра, народного артиста Азербайджанской ССР Яшара Нури.

## Биография
Мамедсадыг Нуриев родился 5 марта 1919 года в Баку.
В 1928 году родители отдали его в школу Бадала Бадалбекова. Получив среднее образование, в 1935 году поступил в Бакинский театральный техникум имени Мирзы Фатали Ахундова. Его педагогом была народная артистка Азербайджанской ССР Фатьма Кадри. В 1937 году окончил техникум.
В 1960-х годах являлся актёром Азербайджанского театра музыкальной комедии.
Умер 22 марта 1975 года в городе Баку.

## Творчество
Во время учёбы в театральном техникуме, Мамедсадыг Нуриев выступал в Азербайджанском драматическом театре в основном в эпизодических ролях и массовке. 
28 апреля 1938 года сыграл роль ребёнка в пьесе грузинского драматурга Георгия Мдивани «Честь Родины», режиссёром которого был Агаали Дадашев. 
По окончании техникума Управлением по делам искусства Народного комиссариата Азербайджанской ССР был отправлен по распределению в Ереванский государственный драматический театр имени Джафара Джаббарлы. В нём проработал около восьми лет. 
С 1946 по 1950 год работал в Гянджинском государственном драматическом театре.
С 1950 по 1956 год работал в эстрадном ансамбле музыкальной комедии при Азербайджанской государственной филармонии.
С 1956 по 1975 год работал в Азербайджанском государственном академическом музыкальном театре. Некоторое время работал также в Азербайджанском драматическом театре.
Последней ролью Мамедсадыга Нуриева в Азербайджанском государственном театре музыкальной комедии была роль Ахмеда в пьесе «По соседству есть парень», сыгранная в 1975 году. Премьера спектакля состоялась 18 февраля 1976 года, однако уже без участия Мамедсадыга Нуриева.

## Личная жизнь
Жена Рафига. Было 4 детей. Сын, Яшар Нури, актёр.

## Память
В 2009 году о Нуриеве снята телепередача «Фильм, живущий в цветах».

## Роли в театре
Ереванский государственный драматический театр имени Джафара Джаббарлы (1937—1946)
- Хайказ, Тамада «В 1905 году» (Джафара Джаббарлы)
- Пиргулу «Айдын» (Джафара Джаббарлы)
- Горхмаз «Невеста огня» (Джафара Джаббарлы)
- Раненый солдат «Анзор» (Анзор Сансиавили)
- Сенатор «Отелло» (Уильям Шекспир)
- Гаджи Казым «Мертвецы» (Джалил Мамедкулизаде)
- Муса «Гачак Наби» (Сулейман Рустам)
- Нияз «Пери Джаду» (Абдуррагим-бек Ахвердов)
- Азиз ага «Визирь Ленкоранского ханства» (Мирза Фатали Ахундов)
- Аян «Ашуг-Гариб» (Зульфугар Гаджибеков)
- Салико «Вагиф» (Самед Вургун)
- Магамед «Железный орел» (Александр Корнейчук)
- Вали «Аршин мал алан» (Узеир Гаджибеков)
- Дато «Честь Родины» (Георгий Мдивани)

Кировабадский государственный драматический театр (1946—1950)
- Мирза Джавад «Айдын» (Джафара Джаббарлы)
- Доктор Aгабей «Восточная башня» (Гурбан Мусаев)
- «Бабек» (Абиль Юсифов)
- Священник Патер «Бандиты» (Фридрих Шиллер)
- Садиг «Счастливчики» (Сабит Рахман)
- Первый сенатор «Отелло» (Уильям Шекспир)
- Карамали «Гаджи гара» (Мирза Фатали Ахундов)
- Шут «Вагиф» (Самед Вургун)
- Xaсaй «Вафа» (Расул Рза)
- Ибрагим бек «Гаджи Фарадж» (Наджаф-бек Везиров)
- Саламов «Свадьба» (Сабит Рахман)

Азербайджанский государственный театр музыкальной комедии (1956—1975)
- Хамбал и Мешади Mахаррам «Мешади Ибад» (Узеир Гаджибеков)
- Армия и Хилал «Дурна» (Сулейман Рустам и Саид Рустамов)
- Умуд «Чья свадьба?» (Магеррам Ализаде и мастер Məsədibəyov)
- Байрам и Mагамед «Улдуз» (Сабит Рахман и Сулейман Алескеров)
- Kарамали «Гаджи Гара (Скупой)» (Мирза Фатали Ахундов и Васиф Адыгёзалов, Рамиз Мустафаев)
- Гюльоглан «песня деревни» (Карим Каримов и Закир Багиров)
- Шулу и Гулу «Пятьдесятилетний молодой человек» (Зульфугар Гаджибеков)
- Мулла Махмуд «Женатый холостяк» (Зульфугар Гаджибеков)
- Пожилой мужчина «Жена начальника» (Магеррам Ализаде, Саид Рустамов)
- Гия «Песня Грузии» (Шота Милорава)
- Самандар «одна минута» (Магеррам Ализаде и Гаджи Ханмаммедов)
- Агамирза «Путешествие на луну Хаджи Карима» (Гуламрза Джамшиди и А. Хусейн, Азер Рзаев)
- Балами «Хиджран» (Сабит Рахман, Эмин Сабитоглу)

## Фильмография
- Родному народу (фильм,1954)
- Не та, так эта (фильм) (фильм, 1956)
- Кёроглы (фильм-опера) (фильм, 1960)
- Большая поддержка (фильм, 1962)
- Где Ахмед? (Фильм, 1963)
- Улдуз (фильм, 1964)
- Волшебный халат (фильм, 1964)
- Почему ты молчишь? (1966)
- 26-е (фильм, 1966)
- Почтовый ящик (фильм,1967)
- Именем закона (фильм, 1968)
- Последняя ночь детства (фильм, 1968)
- Наш учитель Джабиш (фильм, 1969)
- Семеро сыновей моих (фильм, 1970)
- Севиль (фильм, 1970)
- Генерал (фильм, 1970)
- Последний перевал (фильм, 1971) (полнометражный художественный фильм)
- Улыбка актрисы (фильм, 1974)
- 001 гастроль (фильм, 1974) (полнометражный художественный фильм)
- Звук свирели (фильм, 1975)